# Партия новой надежды
«Партия новой надежды» (тайск. พรรคความหวังใหม่) является политической партией в Таиланде.

## История
«Партия новой надежды» была основана в 1990 году Главнокомандующим Королевской тайской армии Чавалитом Йонгчайютом после его увольнения с должности.
Целью Чавалита было создание новой доминирующей партии Таиланда. В отличие от большинства тайских партий, «Новая надежда» с момента её создания имела строгую организационную структуру и большую партийную штаб-квартиру со штатными сотрудниками. Партия ежемесячно выпускала отчёты и работала с лидерами северо-восточного региона страны. Чавалит использовал связи с бывшими сотрудниками, с которыми он работал будучи Главнокомандующим Королевской армии и руководителем проекта «Зелёный Исан». Членами его партии были многие бывшие государственные служащие и военные. В своей работе Чавалит придерживался традиционных концепций экономического развития страны.
На своих первых выборах в марте 1992 года партия одержала победу, заняв первое место и получив поддержку 22,42% избирателей (72 места в парламенте из 360).
В 1992 году во время массовых выступлений против правительства, партия «Новой надежды» примкнула к оппозиционному движению. Тайская пресса тогда называла её одной из партийных «надежд» страны. После отставки правительства Сучинды на выборах в сентябре 1992 года «Партия новой надежды» с результатом 14,24% заняла четвёртое место, получив 51 кресло в Палате представителей. На досрочных выборах 1995 года партия набрала 12,30% голосов и вошла в коалиционное правительство Банхана Синлапа-ачи, в котором Чавалит занял пост вице-премьера.
Однако уже на выборах 1996 года «Партия новой надежды» заняла второе место с результатом 29,14% (125 из 393 мест в Палате) и сформировала коалиционное правительство во главе с премьер-министром Чавалитом Йонгчайютом. С наступлением в 1997 году Азиатского финансового кризиса в стране доверие к действующему правительству было подорвано и Чавалит был вынужден уйти в отставку.
В 2001 году Чавалит сформировал партийную коалицию с популистской партией «Тай Рак Тай» под руководством Таксина Чинавата. Целью коалиции было участие в выборной кампании 2001 года. В результате партия получила поддержку 6,89% избирателей и Чавалит занял пост заместителя премьер-министра кабинета Таксина.
На парламентских выборах 3 июля 2011 года «Партия новой надежды» получила 0,08% голосов избирателей, не получив мест в Палате представителей.

## Руководители
- Чавалит Йонгчайют — с 1990 по 2002 год;
- Чингчай Монгколтам — с 2002 года.

## Результаты на выборах

### Парламентские
| Выборы    | Получено всего мест | По партийным спискам | По партийным спискам | По партийным спискам | По округам          | По округам          | По округам          | Изменения                                                                  | Лидер кампании      |
| Выборы    | Получено всего мест | Голосов              | Доля                 | Мест                 | Голосов             | Доля                | Мест                | Изменения                                                                  | Лидер кампании      |
| --------- | ------------------- | -------------------- | -------------------- | -------------------- | ------------------- | ------------------- | ------------------- | -------------------------------------------------------------------------- | ------------------- |
| март 1992 | 72 из 360           | 9 980 150            | 22,42%               | 72                   |                     |                     |                     | ▲72 мест; Оппозиция                                                        | Чавалит Йонгчайют   |
| сен 1992  | 51 из 360           | 6 576 092            | 14,24%               | 51                   |                     |                     |                     | ▼21 место; Младший партнёр в коалиционном правительстве Чуана Ликпая       | Чавалит Йонгчайют   |
| 1995      | 57 из 391           | 6 806 621            | 12,30%               | 57                   |                     |                     |                     | ▲6 мест; Младший партнёр в коалиционном правительстве Банхана Синлапа-ачи  | Чавалит Йонгчайют   |
| 1996      | 125 из 393          | 16 585 528           | 29,14%               | 125                  |                     |                     |                     | ▲68 мест; Старший партнёр в коалиционном правительстве Чавалита Йонгчайюта | Чавалит Йонгчайют   |
| 2001      | 36 из 500           | 2 008 948            | 7,02%                | 36                   |                     |                     |                     | ▼89 мест; Младший партнёр в коалиционном правительстве Таксина Чинавата    | Чавалит Йонгчайют   |
| 2005      | Не участвовала      | Не участвовала       | Не участвовала       | Не участвовала       | Не участвовала      | Не участвовала      | Не участвовала      | Не участвовала                                                             | Не участвовала      |
| 2006      | Выборы аннулированы | Выборы аннулированы  | Выборы аннулированы  | Выборы аннулированы  | Выборы аннулированы | Выборы аннулированы | Выборы аннулированы | Выборы аннулированы                                                        | Выборы аннулированы |
| 2007      | 0 из 500            | 195 835              | 0,27%                | 0                    | 186 017             | 0,51%               | 0                   | ▼36 мест; Непарламентская оппозиция                                        | Чингчай Монгколтам  |
| 2011      | 0 из 500            | 21 195               | 0,08%                | 0                    |                     |                     |                     | ▬0 мест; Непарламентская оппозиция                                         | Чингчай Монгколтам  |
| 2014      | Выборы аннулированы | Выборы аннулированы  | Выборы аннулированы  | Выборы аннулированы  | Выборы аннулированы | Выборы аннулированы | Выборы аннулированы | Выборы аннулированы                                                        | Выборы аннулированы |
| 2019      | 0 из 500            | 9 046                | 0,03%                | 0                    |                     |                     |                     | ▬0 мест; Непарламентская оппозиция                                         | Чингчай Монгколтам  |
| 2023      | 0 из 500            | 1 195                | 0,00%                | 0                    | 10 891              | 0,03%               | 0                   | ▬0 мест; Непарламентская оппозиция                                         | Чингчай Монгколтам  |